# Elena Becheva
Elena Becheva född 30 maj 1998 är en volleybollspelare (center). Dimitrova har spelat med Bulgariens landslag och med dem deltagit i bland annat VM 2022. På klubbnivå har hon spelat med klubbar i Bulgarien, Rumänien, Finland, Polen, Grekland och Frankrike.